# Побережжя (село)
Побережжя — село в Україні, в Єзупільській селищній об'єднаній територіальній громаді, Івано-Франківського району, Івано-Франківської області. Населення становить 2020 осіб. Кількість господарських дворів — 614. Відстань до обласного та районного центрів складає 24 км.

## Назва
Село було розміщене над самим берегом Дністра, тому мешканці називали його Побережжя.

## Історія
Історичні спогади про Дністер біля с. Побережжя

Уродженець села Побережжя Тисменицького району доктор права Тимотей Мацьків у своїй книзі «З-над Дністра на канадські прерії», яка видана в місті Едмонтон (Канада) у 1963 році, пише: 
Дністер коло Побережжя ще раз змінив свій біг, а саме пробив собі русло попід саму Мар'ямпільську гору, відсуваючись від села Побережжя майже на два кілометри на північ. При тій зміні русла Дністер забрав від Мар'ямполя цілий присілок та прилучив його до Побережжя. Присілок той опісля становив одну громаду з Побережжям, але мав у громаді свою автономну управу аж до 1944 року. Присілок той називається Бранівка, можливо тому, що був «забраний» Дністром від Мар'ямполя. 
На рисунку 1 зображена карта (друга половина XIX століття) з нанесеними новим і старим руслом р. Дністер біля с. Побережжя і с. Маріямпіль (тоді містечко Мар'ямпіль).

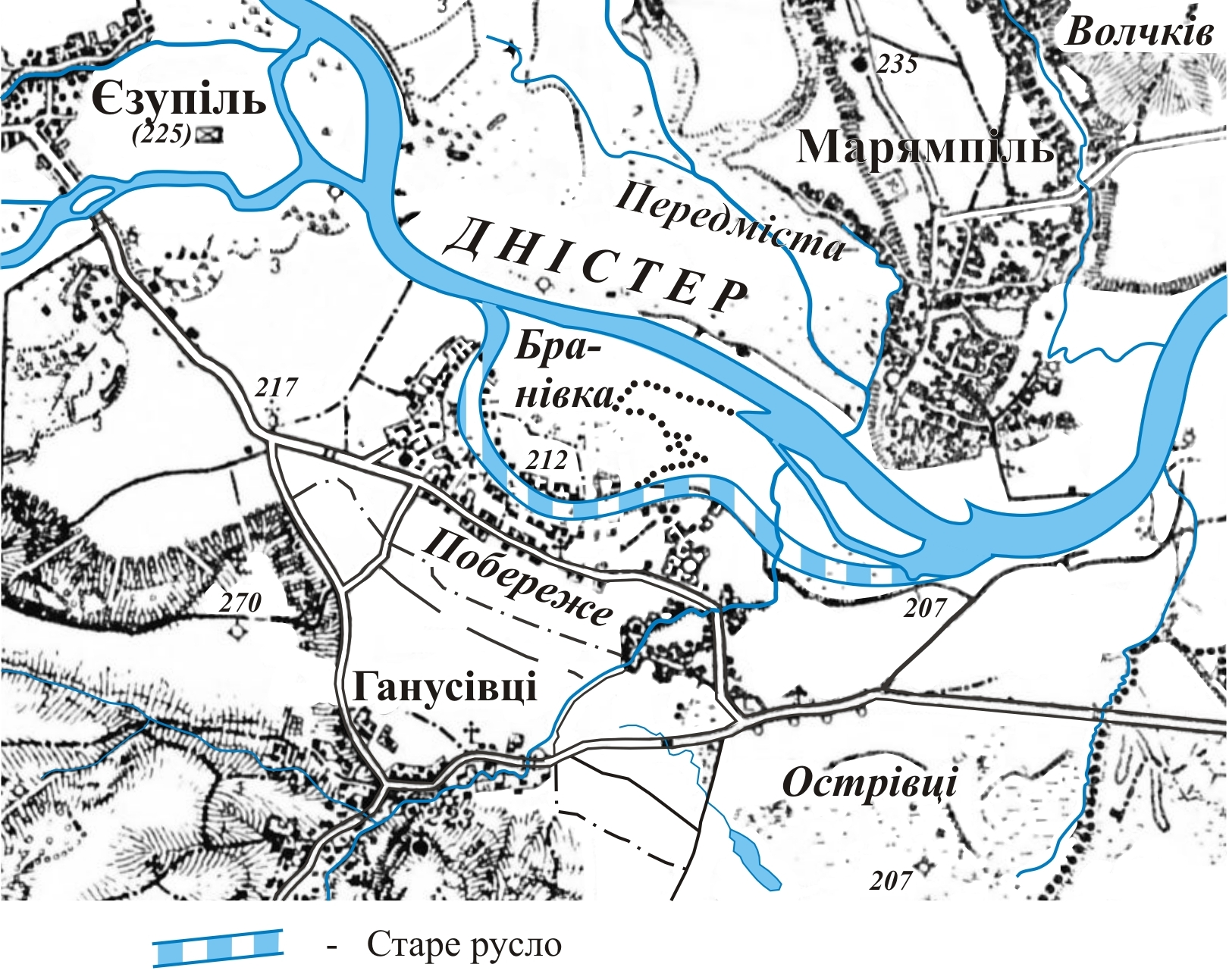
Карта Дністра з нанесеними новим та старим руслом

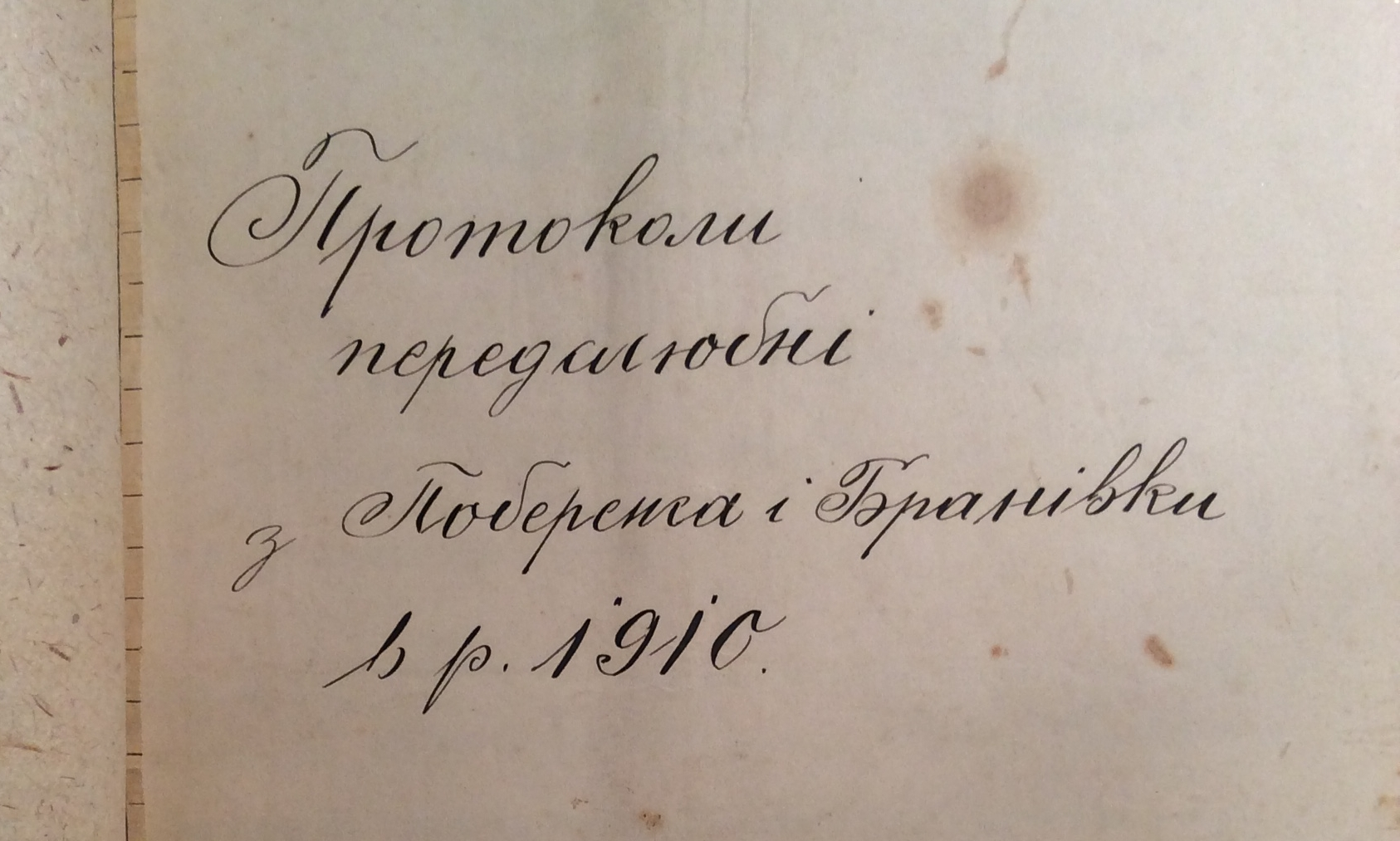
Приклад надпису на титульній сторінці церковних передшлюбних протоколів в 1910 році

До 1944 року в назвах усіх офіційних документів, які стосувалися с. Побережжя були надписи «село Побереже і Бранівка». Для прикладу на світлині зображений надпис на титульній сторінці церковної реєстраційної книги передшлюбних протоколів за 1910 рік.

Директор Української гімназії № 1 Ігор Дейчаківський в своїй книзі «Єзупіль» пише:
«Досліджені Ярославом Пастернаком залишки округлої церкви-фортеці в Мурованиці (коло Побережжя) вказують, що вона була оборонною спорудою не тільки для Галича, але й для порту на Дністрі…»,
— це підтверджує, що в давнину Дністер був судноплавним.

## Населення
Мова
Розподіл населення за рідною мовою за даними перепису 2001 року:
| Мова            | Кількість | Відсоток |
| --------------- | --------- | -------- |
| українська      | 1918      | 98.97%   |
| російська       | 13        | 0.67%    |
| білоруська      | 1         | 0.05%    |
| польська        | 1         | 0.05%    |
| інші/не вказали | 5         | 0.26%    |
| Усього          | 1938      | 100%     |

## Пам'ятки
- Церква святого Миколая (УГКЦ).

## Соціальна сфера, інфраструктура
На території села знаходяться такі об'єкти соціальної інфраструктури: церква Св. Миколая УГКЦ, Зал Царства Свідків Єгови, Дім молитви ЄХБ, загальноосвітня школа I—III ступенів, сільська рада, клуб, бібліотека, фельдшерсько-акушерський пункт, відділення поштового зв'язку.
Проводяться роботи щодо будівництва соціально-культурного центру (клуб на 200 місць).
У рамках Проекту ЄС/ПРООН «Місцевий розвиток, орієнтований на громаду — III» у селі встановлено 28 сонячних батарей та 28 світлодіодних ламп.

## Підприємства
Поберезький завод пресових агрегатів, кар'єр ПАТ «Івано-Франківськцемент».

## Відомі люди
- Кривенко Марія Євстахівна — українська поетка, прозаїк, публіцистка, колумніст інтернет-видань «Українська правда», «Збруч».
- Крижанівський Євстахій Іванович — ректор Івано-Франківського національного технічного університету нафти і газу.
- Кукурудз Михайло Михайлович (нар. 25 листопада 1940, с. Побережжя) — український журналіст, публіцист, політичний оглядач. Член Національної спілки журналістів України. У 1967 році закінчив філологічний факультет Чернівецького державного університету. Працював кореспондентом, відповідальним секретарем обласної газети «Молодий буковинець» (м. Чернівці), кореспондентом газети «Радянська Буковина», оглядачем газети «Буковина». Основна тематика: політика, екологія, спорт. Нагороджений Почесною грамотою НСЖУ. Його ім'я включено до довідково-енциклопедичного видання «Інформаційний простір Буковини» та науково-популярного видання «Інформаційний простір Буковини на початку третього тисячоліття».
- Лончина Ірина Володимирівна — українська естрадна співачка, Заслужена артистка України.
- Сеньків Іван — український етнограф, дослідник Гуцульщини.
- Сеньків Михайло Васильович (1911—1941) — член ОУН, керівник окружного проводу ОУН. Військовим трибуналом 12-ї армії Київського ОВО 31 березня 1941 року засуджений до розстрілу. Реабілітований 21 січня 1993 року. Місце поховання невідоме[3].